# Marcel Kirsch
 (juillet 2022).
Ne doit pas être confondu avec Marcel Hirscher.
Pour les articles homonymes, voir Kirsch (homonymie).
Marcel Kirsch (5 août 1895, Montigny-lès-Metz - 29 mai 1978, Vichy) est un syndicaliste français. En 1925, il devint membre du Comité central du Parti communiste (PC), et responsable de la section de la Moselle. 

## Biographie
Marcel Kirsch naît en 1895, à Montigny-lès-Metz, une commune animée du Reichsland Elsaß-Lothringen.
Devant accomplir, comme tous les Mosellans de sa génération, son service militaire dans l'armée allemande, il contracte un engagement à la veille de la Première Guerre mondiale. 
Après l'Armistice, la Moselle est rattachée à la France en 1919. Marcel Kirsch est alors nommé secrétaire général du syndicat des cheminots de la Moselle. En 1920, il joue un rôle de premier plan dans la lutte des minoritaires pour la conquête de l'Union départementale (UD) CGT de la Moselle. Lors des grèves, il est révoqué par la direction. En 1923, Kirsch joue de nouveau un grand rôle dans la grève générale des mineurs de charbon de la Moselle. Pour cette raison, il est également révoqué du comité consultatif des mines. 
En 1924, le Comité directeur du Parti communiste l'affecte en priorité «à l'intérieur», hors des anciens départements annexés. Il assiste en 1925 au congrès de Clichy, organisé par le Parti communiste français, et est élu au Comité central. L'année suivante, Kirsch est arrêté par les autorités françaises, pour «menées anarchistes». 
De retour en Moselle en 1928, le Parti communiste français le présente aux élections législatives, dans la circonscription de Metz. Revenu en région parisienne, Kirsch est de nouveau arrêté en 1929. En 1930, il est nommé secrétaire de l'Union CGTU d'Alsace-Lorraine. En 1932, il représente les syndicats CGTU au rayon communiste.
En 1936, Marcel Kirsch est élu secrétaire adjoint de la Fédération CGT réunifiée du sous-sol. 
À la veille de la Seconde Guerre mondiale, en 1939, Marcel Kirsch est membre du bureau fédéral de cette fédération. Après le Pacte germano-soviétique, il est l'un des rares à s'opposer à ceux qui soutiennent «la collusion hitléro-stalinienne».

En 1944, il regrette officiellement qu'un nombre insuffisant de syndicalistes ait soutenu la « Charte du travail du 4 octobre 1941 », rédigée par René Belin et promulguée par le gouvernement de Vichy, ce qui lui vaut, en novembre 1944, d'être exclu à vie de toutes les organisations syndicales.

## Vie personnelle
Il épouse Charlotte Seidel (4 juillet 1901, Dresde (Saxe, Allemagne) - 1er juillet 1995, Aigueperse (Puy-de-Dôme)), secrétaire de l' Union d’Alsace-Lorraine des femmes contre la misère et la guerre. Il était fâché avec son jeune frère, Maurice Kirsch dit Maurice Lime, militant syndical de tendance libertaire, adhère en 1936 au PPF de Jacques Doriot et soutient la collaboration durant toute la période de l'occupation. Marcel Kirsch décède dans l'anonymat en 1978. Inhumé à Monteignet-sur-l'Andelot, il est l'arrière-grand-père de l'opératrice prompteur, Sophie Tissier.